# 多吉才让
多吉才让（藏語：རྡོ་རྗེ་ཚེ་རིང་，威利转写：rdo rje tshe ring，藏语拼音：Doje Cering，1939年11月—），藏族，甘肅夏河人，藏文高中學歷。1955年8月參加工作。1960年10月加入中国共产党。曾任西藏自治区人民政府主席、民政部部長、全國人大民族委員會主任委員等職務。

## 生平
1983年任西藏自治区人民政府副主席。1985年任中共西藏自治區黨委副書記。1986年任西藏自治區人民政府代主席、主席。1990年5月任民政部副部長。1993年3月第八届全国人民代表大会第一次会议決定任命為民政部部長，成為歷來第一位擔任正部長級官員的藏人。1998年3月第九届全国人民代表大会第一次会议再次連任民政部部長。1998年7月任中國國際減災十年委員會副主任。2000年10月任中國國際減災十年委員會主任。2003年3月任第十屆全國人大民族委員會主任委員。
中共第十二屆中央纪委委員，第十三屆、十四屆、十五屆、十六屆中共中央委員，第十屆全國人大常委會委員。
| 中華人民共和國政府职务             | 中華人民共和國政府职务                            | 中華人民共和國政府职务 |
| ---------------------------------- | ------------------------------------------------- | ---------------------- |
| 前任： 多杰才旦                    | 西藏自治区人民政府主席 1985年－1990年             | 繼任： 江村羅布        |
| 前任： 崔乃夫                      | 中华人民共和国民政部部長 1993年－2003年           | 繼任： 李學舉          |
| 中华人民共和国地方各级人民代表大会 |                                                   |                        |
| 前任： 王朝文                      | 全国人民代表大会民族委员会主任委员 2003年－2008年 | 繼任： 马启智          |